# 米爾福德 (加利福尼亞州)
米爾福德（英語：Milford）是位於美國加利福尼亞州拉森縣的一個人口普查指定地區。

## 地理
米爾福德的座標為40°10′17″N 120°22′21″W / 40.17139°N 120.37250°W，而該地最高點為海拔高度1287米（即4222英尺）。

## 人口
根據2010年美國人口普查的數據，米爾福德的面積為13.720平方千米，當中陸地面積為13.705平方千米，而水域面積為0.015平方千米。當地共有人口167人，而人口密度為每平方千米12人。